# Синклер, Джордж, 7-й граф Кейтнесс
Джордж Синклер, 7-й граф Кейтнесс (англ. George Sinclair, 7th Earl of Caithness; ? — 1698) — шотландский дворянин, глава клана Синклер.

## Происхождение
Джордж Синклер из Кейсса был сыном Фрэнсиса Синклера из Нортфилда, младшего сына Джорджа Синклера, 5-го графа Кейтнесса.
Его дальним родственником был Джордж Синклер, 6-й граф Кейтнесс (? — 1676), сын Джона Синклера, мастера Берридейла, и Джин Маккензи, дочери Колина Маккензи, 1-го графа Сифорта. Бабушкой и дедушкой 6-го графа Кейтнесса по отцовской линии были Уильям Синклер, лорд Берридейл, и Мэри, дочь Генри Синклера, лорда Синклера. Уильям Синклер, лорд Берридейл, в свою очередь, был старшим сыном Джорджа Синклера, 5-го графа Кейтнесса.

## Спор о графстве Кейтнесс
Джордж Синклер, 6-й граф Кейтнесс, женился на Мэри, дочери Арчибальда Кэмпбелла, 1-го маркиза Аргайла, но детей у них не было. Он умер в замке Терсо в 1676 году. Графство Кейтнесс было в долгах, и он передал поместья и титул своему главному кредитору Джону Кэмпбеллу из Гленорчи, который после смерти Синклера был создан графом Кейтнессом по патенту. Однако это было оспорено Джорджем Синклером из Кейсса. 13 июля 1680 года Кэмпбелл из Гленорчи повел отряд из 800 человек на север, чтобы выселить Синклера из Кейсса, который ждал его с 500 людьми около Уика. Разгоряченные выпивкой, Синклеры атаковали отряд Кэмпбеллов и были разгромлены в битве, известной как битва при Альтимарлахе. Легенда гласит, что было убито так много Синклеров, что Кэмпбеллы смогли пересечь реку, не замочив ног. Однако в 1681 году Тайный совет Шотландии издал прокламацию в пользу Джорджа Синклера из Кейсса, который стал 7-м графом Кейтнессом, а Джон Кэмпбелл из Гленорчи был назначен графом Бредалбейном и Холландом в качестве компенсации.
Джордж Синклер из Кейсса, 7-й граф Кейтнесса, скончался в 1698 году без потомства, и это положило конец наследникам мужского пола 5-го графа. Затем титул графа Кейтнесса перешел к наследникам мужского пола Джеймса Синклера, 1-го из Меркла, который сам был сыном Джона Синклера, мастера Кейтнесса (ум. 1576), который, в свою очередь, был сыном Джорджа Синклера, 4-го графа Кейтнесса (? — 1582) . Джон Синклер, старший сын Джеймса Синклера, 2-го из Меркла, затем стал 8-м графом Кейтнесса.